# 9e cérémonie des Visual Effects Society Awards
 (juin 2020).
Si vous disposez d'ouvrages ou d'articles de référence ou si vous connaissez des sites web de qualité traitant du thème abordé ici, merci de compléter l'article en donnant les références utiles à sa vérifiabilité et en les liant à la section « Notes et références ».
La 9e cérémonie des Visual Effects Society Awards (VES Awards), organisée par la Visual Effects Society, a eu lieu le 1er février 2011 et à récompenser les meilleurs effets visuels de l'année 2010

## Palmarès

### Meilleurs effets visuels dans un film en prise de vues réelles
- Inception
  - Alice aux pays des merveilles
  - Harry Potter et les reliques de la mort : Partie 1
  - Iron Man 2
  - Tron : L'héritage (Tron: Legacy) – Eric Barba, Lisa Beroud, Steve Gaub et Steve Preeg

### Meilleur effets visuels secondaire dans un film en prise de vues réelles
- Au-delà de Clint Eastwood
  - Black Swan de Darren Aronofsky
  - Green Zone de Paul Greengrass
  - Robin des bois de Ridley Scott
  - Salt de Phillip Noyce

### Meilleure animation dans un film d'animation
- Dragons
  - Le Royaume de Ga'Hoole : La Légende des gardiens
  - Shrek 4 : Il était une fin
  - Raiponce
  - Toy Story 3

### Meilleur personnage animé dans un film en prises de vues réelles
- Dobby dans Harry Potter et les Reliques de la Mort, partie 1 (Harry Potter and the Deathly Hallows: Part 1)
  - Les elfes de maison dans Harry Potter et les Reliques de la Mort, partie 1 (Harry Potter and the Deathly Hallows: Part 1)
  - Kitty Galore dans Comme chiens et chats : La Revanche de Kitty Galore (Cats and Dogs: The Revenge of Kitty Galore)
  - Ripitchip dans Le Monde de Narnia : L'Odyssée du Passeur d'Aurore (The Chronicles of Narnia: The Voyage of the Dawn Treader) – Peta Bayley, Benoit Dubuc, Catherine Mullan et Gabriele Zucchelli

### Meilleur personnage animé dans un film d'animation
- Dragons pour Krokmou
  - Le Royaume de Ga'Hoole : La Légende des gardiens pour Spéléon
  - Mégamind pour Minion
  - Raiponce pour Raiponce

### Meilleure modèle et maquette dans un film
- Inception pour la destruction de la forteresse enneigée
  - Expendables : Unité spéciale pour l'explosion du palace
  - Iron Man 2 pour les drones militaires
  - Shutter Island pour le phare

### Meilleur environnement fictif dans un film en prise de vues réelles
- Inception – séquence Paris dans le rêve
  - Iron Man 2 – séquence l'expo Stark
  - Prince of persia : Les sables du temps – séquence la salle de sable
  - Tron : L'héritage (Tron: Legacy) – séquence jeu du disque – Sonja Burchard, Juan S. Gomez, Jonathan Litt et Kevin Sears

### Meilleure animation d'effet dans un film d'animation
- Dragons
  - Le Royaume de Ga'Hoole : La Légende des gardiens
  - Shrek 4 : Il était une fin
  - Toy Story 3

### Meilleurcompositingdans un long métrage
- Inception
  - Alice aux pays des merveilles (Alice in Wonderland)
  - Au-delà
  - Tron : L'héritage (Tron: Legacy) – Sonja Burchard, Sarahjane Javelo, Paul Lambert et Kym Olsen

### Meilleure animation dans un court-métrage d'animation
- Jour Nuit
  - Cat Shit One
  - Coyote Falls
  - Path of hate
  - Tick Tock Tlake

### Meilleurs effets visuels dans un programme TV
- Caprica
  - The Event
  - Super Hero Family
  - Stargate Universe
  - V

### Meilleur effets visuels secondaire dans un programme TV
- Boardwalk Empire
  - Human Target : La Cible
  - Undercovers
  - The Walking Dead
  - Lost : Les disparus

### Meilleurs effets visuels dans une mini-série, un téléfilm ou un épisode spécial
- The Pacific
  - America: The Story of Us
  - Inside the Perfect Predator
  - Last Day of the Dinosaurs
  - Prep & Landing: Operation: Secret Santa

### Meilleurs effets visuels dans une publicité live
- Halo: Reach
  - Barclaycard pour "Rollercoaster"
  - DirecTV pour "Ice Cream"
  - Verizon pour "Towers"
  - Wrigley's 5 Gum pour "React"

### Meilleurs effets visuels dans une publicité animé
- Cadbury pour "Spots V Stripe"
  - Andrex
  - Dante's Inferno pour "Hell Awaits"
  - Target pour "A better bullseyes"
  - World of Warcraft

### Meilleure personnage animé dans un programme TV ou une publicité
- Citroën pour Citro
  - Cadbury pour Freida Steer
  - Logitech pour le robot
  - Prep & Landing: Operation: Secret Santa pour Lanny

### Meilleure environnement fictif dans un programme TV ou une publicité
- The Pacific pour l'épisode "Iwo Jima"
  - Boardwalk Empire pour l'épisode "Boardwalk"
  - Boardwalk Empire pour l'épisode "Contrôle des naissances"
  - The Event pour l'épisode "Les 97 d'Inostranka"

### Meilleurs modèles dans un programme TV ou une publicité
- Boardwalk Empire pour l'épisode "La tour d'ivoire"
  - Les Griffin pour l'épisode "Un auteur est né"

### Meilleur compositing dans une publicité, un clip ou un programme TV
- The Pacific pour l'épisode "Peleliu Landing"
  - Boardwalk Empire pour l'épisode pilote
  - Drench Cubehead
  - The Travelers Companies pour "Watering Hole"

### Meilleurs visuels en temps réel dans un jeu vidéo
- Halo: Reach
  - Kinectimals
  - Need for Speed: Hot Pursuit
  - Starcraft II

### Meilleurs effets visuels dans une bande-annonce de jeu vidéo
- World of Warcraft
  - Deus Ex: Human Revolution
  - Star Wars: Le pouvoir de la force II
  - Star Wars: The Old Republic

### Meilleurs personnage animé dans un jeu vidéo
- Starcraft II pour Sarah Kerrigan
  - Halo : Reach pour Kat
  - Kinectimals pour Cub

### Meilleurs effets visuels dans un projet physique spécial
- King Kong: 360 3-D
  - City Of Ruins
  - Flight of the dragons
  - Harry Potter and the Forbidden Journey

### Meilleurs effets visuels dans un projet étudiant
- LOOM
  - Das Tub
  - Nuisible(s)
  - Time for Change

## Spécials

### Lifetime Achievement Award
- Ray Harryhausen

### VES Visionary Award
- Christopher Nolan